# Der Fuehrer's Face
Der Fuehrer's Face és un curtmetratge d'animació dirigida per The Walt Disney Studios i estrenat l'1 de gener de 1943. La pel·lícula, dirigida per Jack Kinney i escrita per Joe Grant i Dick Huemer, és protagonitzada per l'Ànec Donald.
Der Fuehrer's Face és un curtmetratge propagandístic antinazi dirigida per encàrrec de l'exèrcit dels Estats Units, per encoratjar a la població civil durant la Segona Guerra Mundial.
El curt va guanyar el Premi Oscar a millor curtmetratge d'animació (short subjects) el 1942 (15a edició) i va ser considerar el número 22 de la llista de 50 Greatest Cartoons, una llista realitzada per 1.000 crítics de cinema, on s'elegien els 50 millors curtmetratges animats de la història per al llibre homònim de Jerry Beck publicat el 1994.

## Argument
Una banda de música alemanya, composta pels líders de l'Eix Hirohito al Sousafó, Göring al flautí, Goebbels al trombó i Mussolini de bombo marxen a través d'un petit poble alemany, on tot, fins i tot els núvols i els arbres, estan decorats amb la creu gammada, cantant les virtuts de la doctrina nazi. Passant per la casa de Donald, unes baionetes el desperten per preparar-lo per al treball. A causa de la guerra i el racionament, el seu esmorzar es compon de succedani de pa, cafè colat d'un sol gra de cafè, i un esprai que fa gust de bacó i ous. La banda, després, li posa una còpia del Mein Kampf davant dels seus nassos per a una lectura ràpida i, a continuació, l'escorten cap al treball a una fàbrica.
En arribar a la fàbrica (a punta de baioneta), Donald comença la seua jornada laboral de 48 hores diàries enroscant tapes d'obús en una línia de muntatge. Barrejat amb els projectils, a la línia de muntatge passen retrats del Führer, havent de fer, per a disgust seu, la salutació nazi cada vegada que apareix un retrat, alhora que cargolar les tapes en els projectils. Cada nou lot de projectils és d'una mida diferent, que van des de munició diminuta fins als enormes projectils, tan grans com Donald, si no més gran. El ritme de la línia de muntatge s'intensifica (parodiant l'emblemàtica escena del llavors recent èxit de Charlot Temps Moderns), i Donald troba cada vegada més difícil per a completar totes les tasques. Al mateix temps, és bombardejat amb missatges de propaganda que parlen de la superioritat de la raça ària i de la glòria de treballar per al Führer.
Després d'unes "vacances pagades", que consisteixen a fer esvàstiques amb el seu cos durant uns segons davant d'un paisatge alpí, a Donald se l'obliga a treballar hores extraordinàries. L'Ànec acaba tenint un col·lapse nerviós que li fan veure al·lucinacions com projectils d'artilleria per tot arreu, alguns dels quals canten i tenen la mateixa forma de la banda de música del principi, música i tot. Quan les al·lucinacions acaben, es troba al seu llit - als Estats Units d'Amèrica - i s'adona de tota l'experiència ha estat malson. En alçar-se, Donald abraça una miniatura de l'Estàtua de la Llibertat, donant gràcies per la seva ciutadania nord-americana.
El film acaba amb una caricatura de Hitler a la que se li tira una tomata. La salsa de la tomata escriu les paraules "The End."